# Мале Аральське море
46°30′ пн. ш. 60°30′ сх. д. / 46.500° пн. ш. 60.500° сх. д.

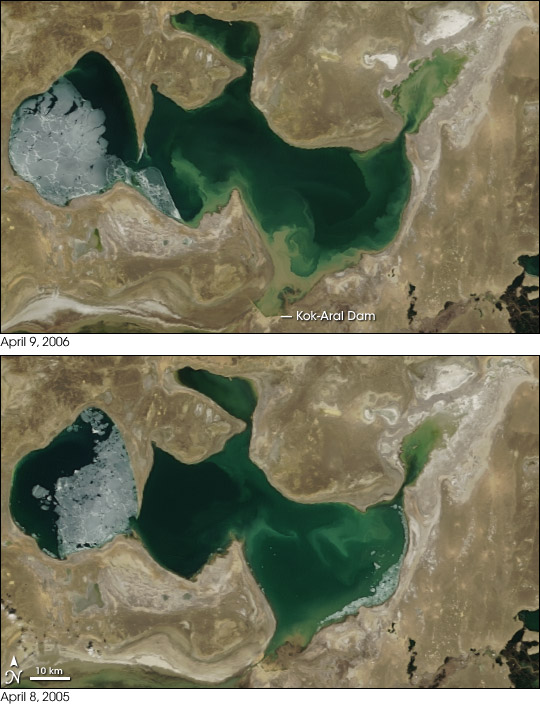
Знімки Північного Аралу до і після (зверху) зведення Кокаральської греблі

Північне Аральське море, або Мале Аральське море — частина колишнього Аральського моря, яке живить річка Сир-Дар'я. Дві спроби врятувати Північне Аральське море від висихання шляхом будівництва греблі не вдалися через відсутність коштів на будівництво. У 2005 році уряд Казахстану нарешті, взявся за будівництво Кокаральської греблі. У 2006 році було зафіксовано невелике збільшення рівня, раніше, ніж очікували вчені. Кількість риби зросла, став змінюватися клімат — з'явилися дощові хмари, яких давно не бачили в цьому районі.
Планується побудувати другу чергу греблі для підвищення рівня води, роботи повинні початися в 2009 році.
Затока Шевченка — найбільша затока, розташована в західній його частині.

## Історія
Аральське море скорочується з 1960-х років, коли уряд Радянського Союзу вирішив використовувати дві річки, що впадали в Аральське море, Аму-Дар'ю і Сир-Дар'ю, для зрошування бавовняних і продовольчих культур в Казахстані і Узбекистані. У 1985 році у зв'язку з прискореною втратою води Аральське море розділилося на дві частини — північну і південну.

## Теперішній стан
Після падіння Радянського Союзу і отримання незалежності Республіки Казахстан, Уряд Республіки Казахстан розпочав дії в запобіганні подальшого висихання і відновлення північної частини, що живиться Сирдар'єю. У 2003 році Малий Арал мав площу 2550 км², а у 2008 році площа водойми вже досягла 3300 км².